# Куоко, Винченцо
Винченцо Куоко (итал. Vincenzo Cuoco; 1 октября 1770, Чивитакампомарано — 14 декабря 1823, Неаполь) — итальянский историк.
Вследствие гонений короля Фердинанда IV был вынужден удалиться из Неаполя; вернулся туда при Мюрате. После реставрации Бурбонов сошёл с ума.
Его важнейшие труды: «Saggio storico su la revoluzioné di Napoli», в котором он описал события 1799 года, и «Platone in Italia», где в форме описания путешествия Платона и Клеобула по Италии изображается история и состояние древней Италии. Последний труд был переведён на многие языки.